# August Franz von Rodde
August Franz Freiherr von Rodde (* 27. Februar 1847 in Ludwigslust; † 28. September 1927 in Schwerin) war ein preußischer Generalmajor der Kavallerie.

## Leben
August Franz von Rodde entstammte der Lübecker Kaufmannsfamilie Rodde, die im frühen 19. Jahrhundert nobilitiert, in den Freiherrenstand erhoben und in den Mecklenburgischen Landadel aufgenommen worden war. Er wurde als Sohn des Premierleutnants Franz Cuno Freiherr von Rodde und dessen Frau Anne Sophie Luise Friederike Freifrau von Rodde, geb.  von Buch, geboren.
Rodde gehörte von 1866 bis 1885 dem 1. Großherzoglich Mecklenburgischen Dragoner-Regiment Nr. 17 an und nahm 1870/71 am Krieg gegen Frankreich teil. 1880 wird er als Adjutant des Großherzogs Friedrich Franz II. von Mecklenburg-Schwerin genannt. 1910 veröffentlichte er zwei Bände über die Geschichte des Regiments. Zuletzt diente Rodde vom 22. Mai 1899 bis zum 21. April 1902 als Kommandeur der 15. Kavallerie-Brigade in Köln und stieg bis zum Generalmajor auf. Anschließend wurde er in Genehmigung seines Abschiedsgesuches mit der gesetzlichen Pension zur Disposition gestellt. Anlässlich seiner Verabschiedung erhielt Rodde den Roten Adlerorden II. Klasse mit Eichenlaub.
Ab 1905 war er Mitglied des Vereins für mecklenburgische Geschichte und Altertumskunde. Die von Rodde zusammengestellten Biografien von Offizieren mit Bezug zu den beiden mecklenburgischen Großherzogtümern befinden sich im Landeshauptarchiv Schwerin.
August Franz von Rodde war seit 5. Dezember 1880 mit Luise (Lili) Georgine Karoline Wilhelmine, geb. von Abercron (* 7. April 1857 in Grabow; † 30. Dezember 1938 in Schwerin), verheiratet, einer Tochter der Luise von Buchwaldt und des großherzogl.-meckl.-schwer. Geheimen Kammerrats Ernst von Abercron.
Das Ehepaar hatte mehrere Kinder, u. a. Tochter Georgine (* 1881), verheiratet mit dem Major Gottfried von Gundlach-Mollenstorf-Hinrichsberg. Der Sohn Joachim Freiherr von Rodde (* 1883) wurde Dragoner-Offizier und Mecklenburg-Schwerinischer Adjutant, Oberst d. R., verheiratete sich mit Hedwig Bachmann-Neese, ihr Sohn war Franz-Joachim Freiherr von Rodde, zuletzt General der Bundeswehr. Die zweite Tochter von Lili und August Franz war Karla von Rodde (* 1887; † 1951), sie blieb unvermählt.
Der Freiherr Cuno von Rodde, ebenfalls schriftstellerisch tätig, war sein Cousin.

## Schriften
- Geschichte des 1. Großherzoglich Mecklenburgischen Dragoner-Regiments Nr. 17 von 1819-1909. 2 Bände. Bärensprungsche Hofbuchdruckerei, Schwerin 1910.[5]

## Genealogie
- Gothaisches Genealogisches Taschenbuch der Freiherrlichen Häuser 1921. 71. Jahrgang, Justus Perthes, Gotha 1920, S. 778.
- Hans Friedrich von Ehrenkrook. Et. al: Genealogisches Handbuch der Freiherrlichen Häuser. B (Briefadel). 1957. Band II, Band 16 der Gesamtreihe GHdA, Hrsg. Deutsches Adelsarchiv, C. A. Starke, Glücksburg (Ostsee) 1957, ISSN 0435-2408, S. 404 f.